# 콜 파머
콜 저메인 파머(영어: Cole Jermaine Palmer, 2002년 5월 6일~)는 프리미어리그 클럽 첼시의 미드필더로 활동하는 잉글랜드의 축구 선수이다.

## 구단 경력
위센쇼에서 태어난 파머는 8세 이하 수준에서 맨체스터 시티에 입단한 어린 시절 팬이었고 아카데미 연령 그룹을 거쳐 2019-20 시즌 동안 18세 이하 주장을 맡았다.
2020년 9월 30일, 파머는 EFL 컵 4라운드에서 번리를 상대로 3-0 원정 승리를 거둔 경기에서 맨시티에서의 데뷔전을 치렀다. 2021년 9월 21일, EFL 컵에서 리그 1의 위컴 원더러스를 상대로 홈에서 6-1로 승리한 경기에서 첫 시니어 골을 기록했다. 10월 16일, 번리와의 프리미어리그 경기에 출전했고, 그날 밤 맨시티의 23세 이하 팀에서 해트트릭을 기록했다. 10월 19일, 클리프 브뤼허 KV를 상대로 원정에서 5-1로 승리한 경기에서 그의 첫 UEFA 챔피언스 리그 골을 기록했다. 2022년 1월 7일, FA컵 데뷔전이었던 리그 2의 스윈든 타운을 상대로 4-1 원정 승리를 거둔 경기에서 득점을 기록했다.
2023년 9월 1일, 첼시로 이적했다. 이적료는 40m 파운드, 7+1년 계약이다.

## 국제 경력
파머는 2019 UEFA 유럽 U-17 챔피언십 에서 잉글랜드 U-17 축구 국가대표팀에 선발되었다.
2021년 8월 27일, 파머는 잉글랜드 U-21 축구 국가대표팀에서 코소보를 상대로 2-0으로 승리한 경기에서 데뷔 골을 넣었다.

## 개인 생활
그는 그의 아버지를 통해 세인트키츠 네비스 혈통이다.

## 출전 통계
| Club            | Season       | League | League | FA Cup | FA Cup | EFL Cup | EFL Cup | Continental | Continental | Other | Other | Total | Total |
| Club            | Season       | Apps   | Goals  | Apps   | Goals  | Apps    | Goals   | Apps        | Goals       | Apps  | Goals | Apps  | Goals |
| --------------- | ------------ | ------ | ------ | ------ | ------ | ------- | ------- | ----------- | ----------- | ----- | ----- | ----- | ----- |
| Manchester City | 2020–21      | 0      | 0      | 0      | 0      | 1       | 0       | 1           | 0           | —     | —     | 2     | 0     |
| Manchester City | 2021–22      | 4      | 0      | 1      | 1      | 2       | 1       | 3           | 1           | 1     | 0     | 11    | 3     |
| Manchester City | 2022–23      | 14     | 0      | 4      | 1      | 3       | 0       | 4           | 0           | 0     | 0     | 25    | 1     |
| Manchester City | 2023–24      | 1      | 0      | —      | —      | —       | —       | —           | —           | 2     | 2     | 3     | 2     |
| Manchester City | Total        | 19     | 0      | 5      | 2      | 6       | 1       | 8           | 1           | 3     | 2     | 41    | 6     |
| Chelsea         | 2023–24      | 33     | 22     | 6      | 1      | 6       | 2       | —           | —           | —     | —     | 45    | 25    |
| Chelsea         | 2024–25      | 37     | 15     | 1      | 0      | 0       | 0       | 8           | 0           | 6     | 3     | 52    | 18    |
| Chelsea         | Total        | 70     | 37     | 7      | 1      | 6       | 2       | 8           | 0           | 6     | 3     | 97    | 43    |
| Career total    | Career total | 89     | 37     | 12     | 3      | 12      | 3       | 16          | 1           | 12    | 6     | 141   | 50    |

## 수상

#### 맨체스터 시티
- 프리미어리그 : 2022-23
- FA컵 : 2022-23
- UEFA 챔피언스리그 : 2022-23
- UEFA 슈퍼컵 : 2023

#### 첼시
- UEFA 컨퍼런스리그 : 2024-25
- FIFA 클럽 월드컵 : 2025

#### 잉글랜드
- UEFA U-21 유로 : 2023

### 개인[11]
- PFA 시즌의 영플레이어 : 2023-24
- 프리미어리그 시즌의 영플레이어 : 2023-24
- 프리미어리그 시즌의 게임 체인저 : 2023-24
- 프리미어리그 이 달의 선수 2회
- 프리미어리그 이 달의 득점 2회
- UEFA 컨퍼런스리그 시즌의 팀 : 2024-25
- FIFA 클럽 월드컵 골든볼 : 2025
- 첼시 시즌의 선수 : 2023-24